# Lâu đài Edinburgh

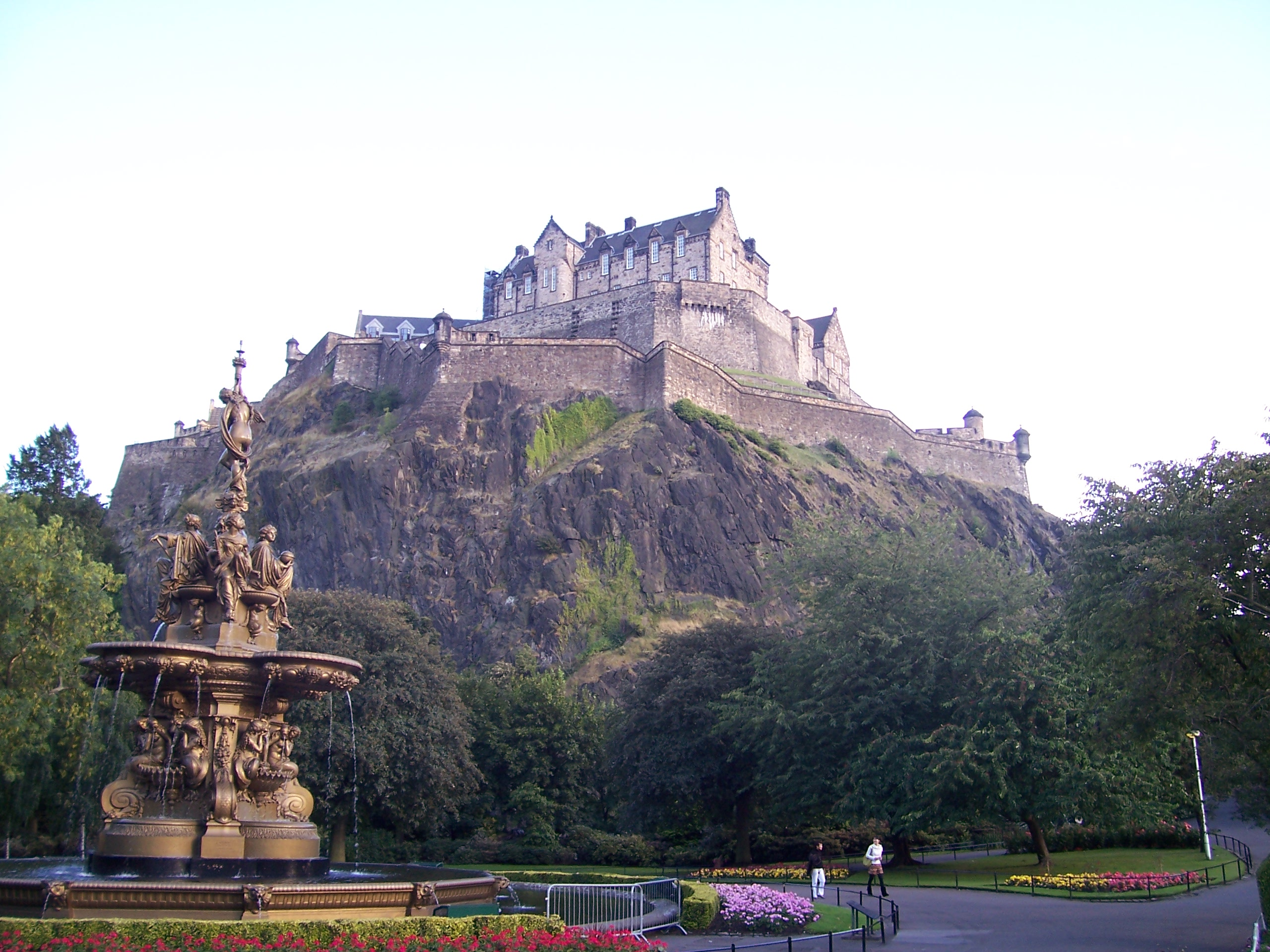
Tòa lâu đài nổi bật trên không gian thành phố Edinburgh, ảnh chụp từ Công viên đường Princes

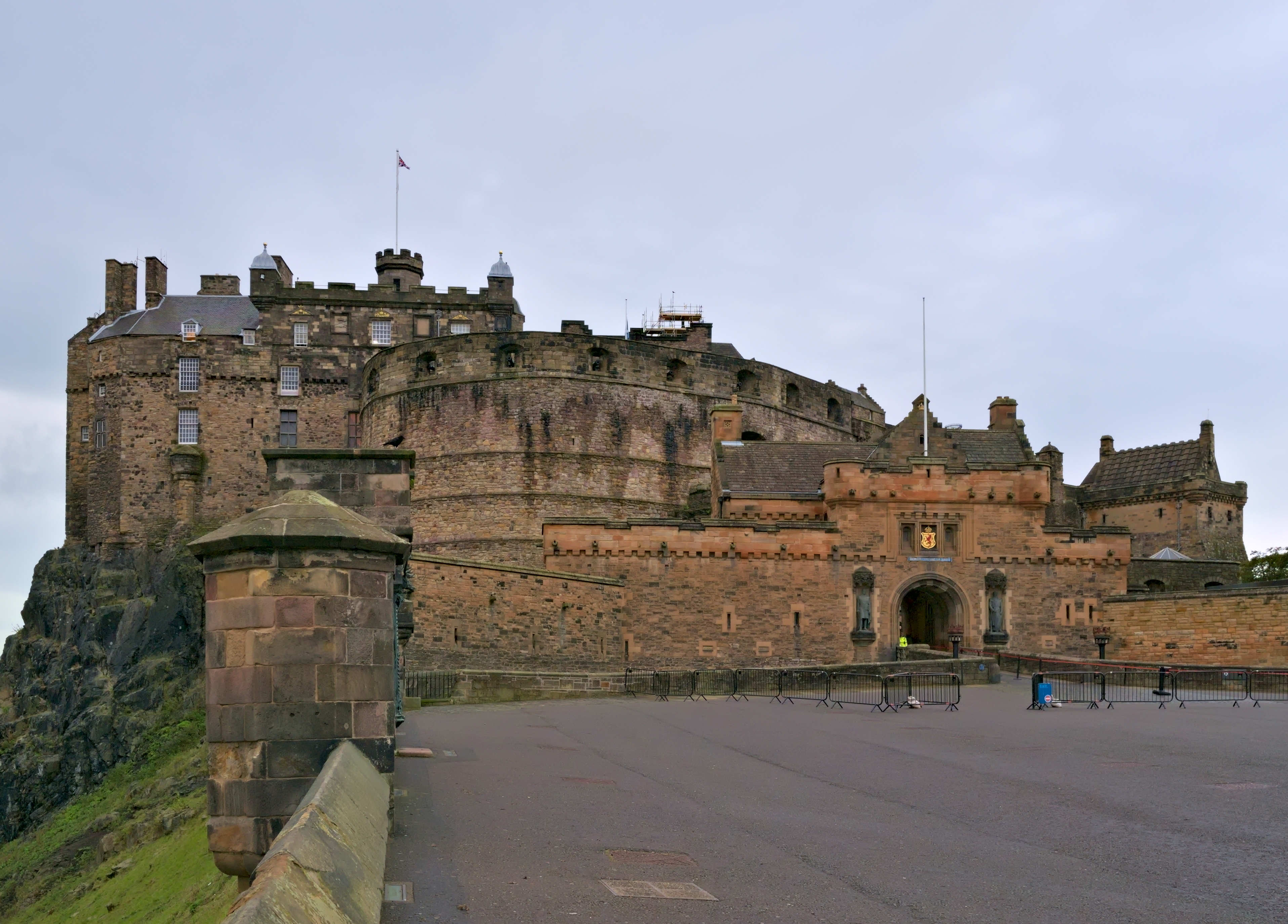

Lâu đài Edinburgh (tiếng Anh: Edinburgh Castle) là một tòa lâu đài mà trong lịch sử là pháo đài hoàng gia chính của Scotland, tọa lạc trên Castle Rock, một vùng đá núi lửa rộng lớn vươn lên một cách ấn tượng giữa thành phố Edinburgh.
Chỏm đá này nhìn ra Biển Bắc, từ lâu đã chiếm một vị trí chiến lược then chốt trên hòn đảo nhỏ bên bờ Biển Bắc và được gọi là Firth of Forth. Do đó nó đã được củng cố từ thời kỳ rất sớm trong quá khứ.
Nhà nguyện Saint Margaret, được xây vào thế kỷ 12 để tưởng nhớ Margaret, hoàng hậu của Malcolm III của Scotland, hầu như là công trình cổ nhất trên khu đá này. Do các hoạt động tu sửa lại và sự sửa đổi liên tục trên khu đá qua các thế kỷ, ít công sự thời Trung cổ còn lại ngày nay. Phức hợp lâu đài này bao gồm các bức tường có lỗ châu mai, các tháp, các nhà tù và các cung điện tích tụ từ nhiều giai đoạn lịch sử khác nhau và đánh dấu mỗi giai đoạn lịch sử Scotland. Các tòa nhà đẹp nhất có niên đại từ thời kỳ trị vì của vua James IV của Anh cuối thế kỷ 15 và đầu thế kỷ 16.
Tòa Đại sảnh, với một mái hammer-beam nguy nga có lẽ là công trình nổi bật nhất. James IV cũng là người đã cho sửa sang Cung điện hoàng gia thế kỷ 15 của James I của Scotland (trị vì trong giai đoạn 1406-1437), cung điện này tọa lạc trên Quảng trường Crown, nằm trong lâu đài, và trong một phòng ở ở đây, vua James IV của Scotland được sinh ra. Ngày nay, lâu đài này mở cửa cho du khách tham quan với cảnh biểu diễn nhạc trống và đèn túi quân đội có đèn pha chiếu sáng, được gọi là Edinburgh Military Tattoo.